# غويلرمو غورديا
غويلرمو غورديا (بالإسبانية: Guillermo Guardia)‏ هو لاعب كرة قدم ومدرب كرة قدم كوستاريكي في مركز الهجوم، ولد في 27 يناير 1960 في سان خوسيه في كوستاريكا. شارك مع منتخب كوستاريكا لكرة القدم. أما مع النوادي، فقد لعب مع الرابطة الرياضية في ليمون وديبورتيفو سابريسا.

## وصلات خارجية
- غويلرمو غورديا على موقع الاتحاد الدولي (مؤرشف)  (الإنجليزية)
- غويلرمو غورديا على موقع قاعدة بيانات كرة القدم.إي يو (الإنجليزية)
- غويلرمو غورديا على موقع أوليمبيديا (الإنجليزية)